# Murina harrisoni
Murina harrisoni es una especie de murciélago de la familia Vespertilionidae.

## Distribución geográfica
Es endémica de Camboya.